# گرین لیف
گرین لیف (انگلیسی: Greenleaf) یک سریال درام آمریکایی به تهیه‌کنندگی اپرا وینفری است.